# 劳斯莱斯MT30
劳斯莱斯MT30是一款由基于劳斯莱斯遄达800开发的专供海军使用的燃氣渦輪發動機。MT30有80%的部件可以和遄達800通用互换，后者是波音777所采用的引擎之一。其最大动力输出为40MW，最小有效功率为25MW。

## 发展
劳斯莱斯于2001年9月11日对外宣布研发MT30轮机的项目，2002年9月6日第一次试运转。2003年初被选定为英國皇家海軍伊莉莎白女王級航空母艦，以及美国海军朱姆沃爾特級驅逐艦的主动力来源。2004年6月，洛克希德·马丁宣布将为其制造的濒海战斗舰，配备MT30燃气轮机。
2012年劳斯莱斯重启了对MT30的研发项目，以缩小其体积，用来配备体积较小的军用船只。为英国海军自己正在建造的26型巡防舰，劳斯莱斯将在MT30的基础上研制具备柴油机电力推进和燃气轮机共同使用装置的新型轮机。

## 装备舰船及服役年份
- 自由级濒海战斗舰，2008年
- 朱姆沃爾特級驅逐艦，2016年
- 伊莉莎白女王級航空母艦，2017年
- 大邱級巡防艦，2018年
- 最上級護衛艦，2022年
- 第里雅斯特級兩棲突擊艦，2024年
- 忠南級巡防艦，2024年
- 26型巡防舰
- 亨特級巡防艦
- 加拿大水面作戰艦
- 新型FFM
- FFX-4型巡防艦
- 83型驅逐艦